# سائدیننیه، استان پلودیف

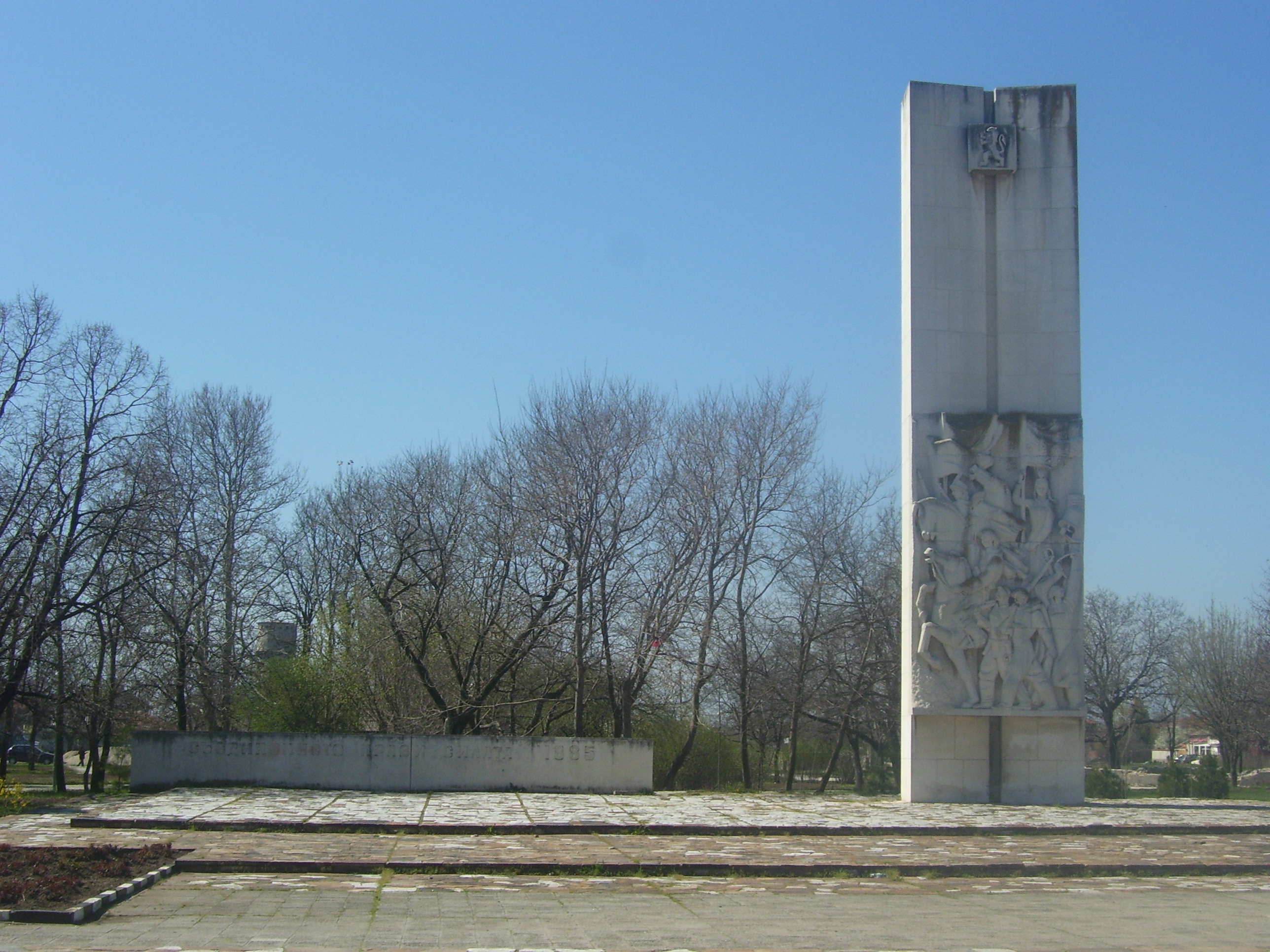
سائدیننیه، استان پلودیف

سائدیننیه شهری در استان پلوودیو کشور بلغارستان است که جمعیت آن در سال ۲۰۰۱ میلادی ۶٬۳۶۴ نفر بوده‌است.